# Свято-Вознесенський собор (Білгород-Дністровський)
Свято-Вознесенський собор — головний храм Української православної церкви (Московського патріархату) у Білгород-Дністровському.
Збудований у 1810-х роках, згодом зазнавав перебудов. В храмі зберігаються мощі Івана Сучавського. При храмі — дзвіниця заввишки 40 метрів із вісьмома дзвонами, найбільший з яких важить 6 тонн 160 кг.

## Історія

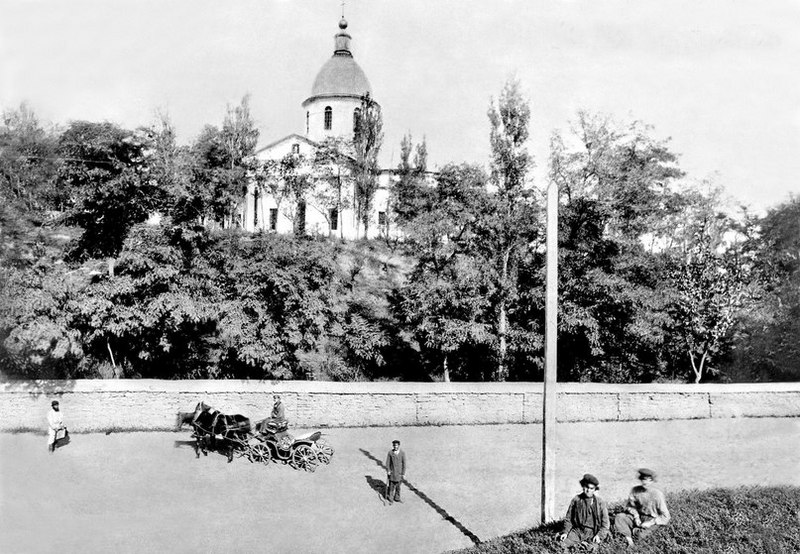
Вигляд собору у 1869 році

Собор будувався в 1815—1820 роках під керівництвом отця Федора Малявинського на місці старого турецького цвинтаря, на пагорбі в центрі міста, з пожертв місцевого населення. За початковим проектом його планування мало нагадувати форму корабля, але в 1830 році до нього прибудували три чотириколонних портика, змінивши форму будівлі на форму хреста. Фрески в купольному та вівтарному приміщеннях собору виконав у 1920—1940 роках художник Павло Піскарьов разом зі своїми глухими донькою та сином. У 1971 році московські художники розписали центральну частину собору новими фресками.
У соборі зберігається частка мощей св. Йоана Сучавського, який, за його житієм, був убитий у Аккермані на місці, де пізніше була побудована православна церква в його ім'я. Копія Гербовецької ікони Божої Матері в храмі також користується особливим шануванням вірян.

## Опис

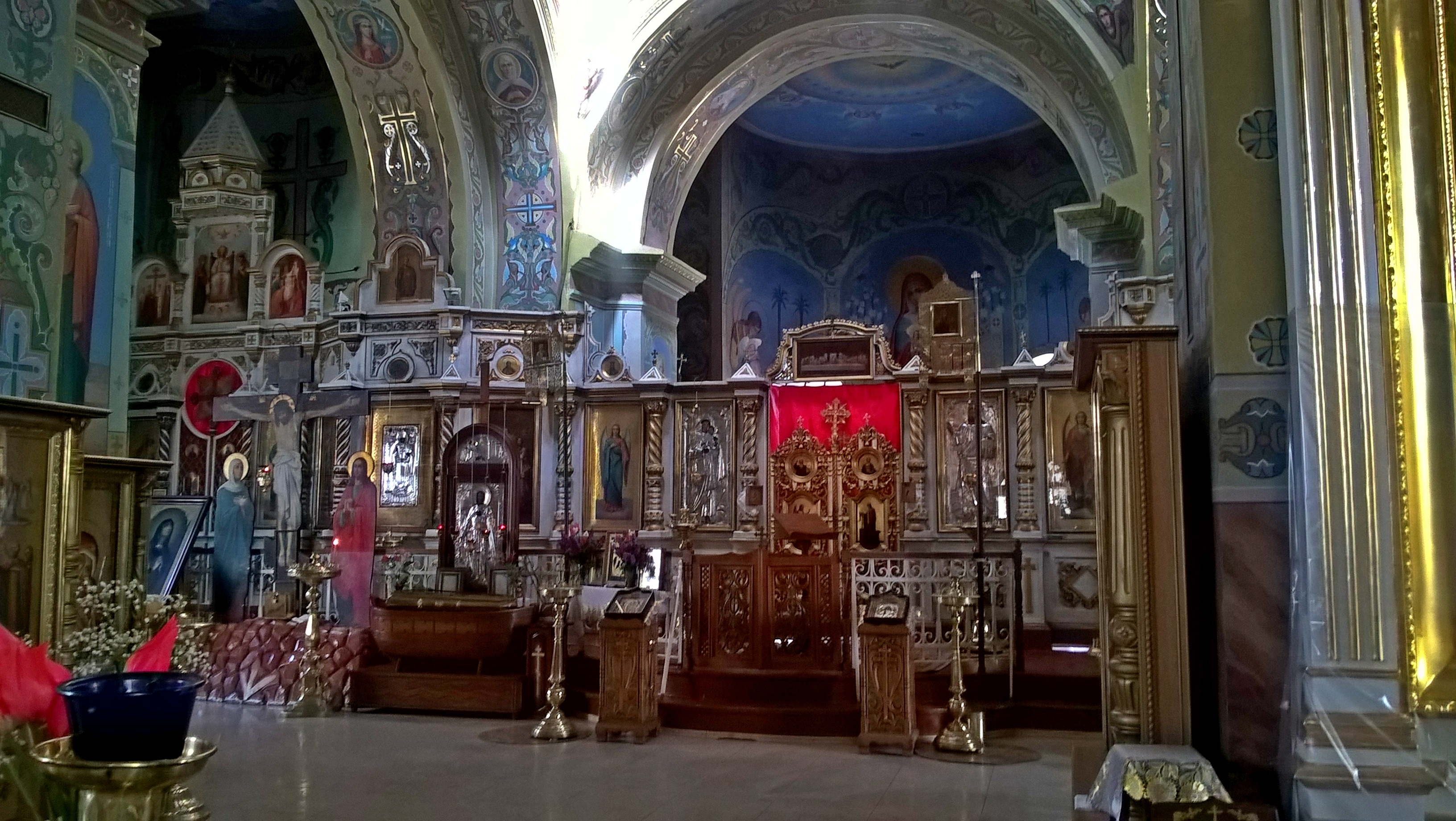
Бічний вівтар

Собор має три вівтарі — головний вівтар Вознесіння Господнього та бічний вівтар св. Миколая та Казанської ікони Божої Матері, розташовані за одним дерев'яним позолоченим іконостасом. Ікони в іконостасі виконані невідомим місцевим майстром у грецькому стилі, але з помітним впливом місцевої південноруської іконописної культури. Винятком є образи Успіння Божої Матері та Івана Хрестителя та ікони Вознесіння Господнього та архангела, розташовані праворуч від вівтаря. Відомий також автор ікони св. Серафима Саровського в лівому вівтарі, написане місцевим художником Павлом Єрлаковим.
У головному куполі розміщено зображення Христа Вседержителя в оточенні херувимів та інших ангелів, а далі — апостолів і чотирьох євангелістів, фігури яких знаходяться на вітрилах купола. На стелі нави видно постаті Бога Отця та старозавітних пророків.
У 2002 році неподалік від собору була побудована каплиця на честь 2000-річчя від Різдва Христового.

## Галерея
|                 |
| Вигляд з вулиці |

|                 |
| Сучасний вигляд |

|                         |
| Вигляд собору з повітря |

|                  |
| Дзвіниця і брама |

|                        |
| Бічний вигляд дзвіниці |

|               |
| Бічний портал |

|                                 |
| Експозиція дзвонів XIX століття |

|                                       |
| Вигляд у 2004 році (до реконструкції) |